# Dimitri Leonidas
Pour les articles homonymes, voir Léonidas (homonymie).
Dimitri Leonidas, né le 14 novembre 1987 dans le borough londonien de Brent, est un acteur britannique.

## Biographie
Dimitri Leonidas est né d'une mère britannique et d'un père chypriote grec. Il a trois sœurs : Helena, Stephanie et Georgina Leonidas.
L'acteur commence sa carrière en multipliant les apparitions dans les séries télévisées britanniques : Casualty (2001), Grange Hill (2001-2004), Holby City (2007), Doctors (2007). Il est d'abord crédité sous le nom de Shane Leonidas.
Au cinéma il est apparu notamment dans Centurion de Neil Marshall et Monuments Men de George Clooney,. En 2018, il joue le rôle de Roberto aux côtés d'Eugene Simon dans Kill Ben Lyk. Il s'illustre en 2021 dans la série Netflix à succès The One en incarnant un des personnages principaux, James.

## Filmographie

### Cinéma
- 1997 : Le Mystère des fées : Une histoire vraie  : Extra
- 2009 : Tormented : Alex
- 2010 : Centurion : Leonidas
- 2012 : Animals : Mark
- 2014 : Monuments Men : Sam Epstein
- 2014 : Rosewater : Davood
- 2017 : Braqueurs d'élite: Jack Porter[9]
- 2018 : Kill Ben Lyk : Roberto

### Télévision
- 2001-2004: Grange Hill : Josh Irvine
- 2001 : Casualty : Ross
- 2002 : The Bill : Josh Harvey
- 2005 : The Bill : Ryan Greaves
- 2007 : Holby City : Jez Patterson
- 2007 : Doctors : Mike Andreus
- 2008 : Voyage au bout de l'enfer : Scott White
- 2011 : Les Arnaqueurs VIP : Pete Wilson
- 2011 : Doctor Who : Howie Spragg
- 2012 : Sinbad : Anwar[10],[11]
- 2015 : Killing Jesus (en) : James
- 2017 : Riviera : Christos Clios[12],[13]
- 2018 : Genius : Kostas Axelos
- 2021 : The One : James Whiting
- 2023 : Foundation : Hober Mallow
- 2024 : Those About to Die : Scorpus

## Théâtre
- 2010 : Through a Glass Darkly : Max[14]